# Petra Schneider
Petra Schneider   (Chemnitz, 11 de gener de 1963) és una nedadora alemanya, ja retirada, especialista en estils, que va competir sota bandera de la República Democràtica Alemanya durant les dècades de 1970 i 1980.
El 1980 va prendre part en els Jocs Olímpics d'Estiu de Moscou, on va disputar dues proves del programa de natació. En els 400 metres estils va guanyar la medalla d'or, mentre en els 400 metres lliures guanyà la de plata, rere la seva compatriota Ines Diers.
En el seu palmarès també destaquen quatre medalles en el Campionat del Món de natació, dues d'or i una de plata el 1982 i una de bronze el 1978, així com tres medalles en el Campionat d'Europa de natació, una d'or i una de plata el 1981 i una de plata el 1983. Va establir diferents rècords nacionals i mundials.
El 1980 i 1982 va ser nomenada nedadora de l'any per la revista Swimming World, tot i que els seus èxits foren posats en dubte a causa del programa de dopatge sistemàtic dirigit per l'Alemanya de l'Est. Més tard va admetre haver-se dopat i el 2005 va demanar que el seu darrer rècord alemany vigent, el dels 400 metres estils individual, fos eliminat dels llibres de rècords, perquè s'havia aconseguit amb l'ajuda d'esteroides.
El 1989 fou inclosa a l'International Swimming Hall of Fame.